# Alberto Iniesta Jiménez
Alberto Iniesta Jiménez (ur. 4 stycznia 1923 w Albacete, zm. 3 stycznia 2016 tamże) – hiszpański duchowny katolicki, biskup pomocniczy Madrytu 1972-1998.

## Życiorys
Święcenia kapłańskie otrzymał 13 lipca 1958.
5 września 1972 papież Paweł VI mianował go biskupem pomocniczym Madrytu ze stolicą tytularną Tubernuca. 22 października tego samego roku z rąk kardynała Vicentego Tarancóna przyjął sakrę biskupią. 5 kwietnia 1998 na ręce papieża Jana Pawła II złożył rezygnację z zajmowanej funkcji.
Zmarł 3 stycznia 2016.